# Саличето (Кунео)
Саличето (итал. Saliceto) је насеље у Италији у округу Кунео, региону Пијемонт.
Према процени из 2011. у насељу је живело 1254 становника. Насеље се налази на надморској висини од 391 м.

## Становништво
Према резултатима пописа становништва 2011. у општини је живело 1.382 становника.
| 1931. | 1936. | 1951. | 1961. | 1971. | 1981. | 1991. | 2001. | 2011. |
| ----- | ----- | ----- | ----- | ----- | ----- | ----- | ----- | ----- |
| 1.992 | 2.029 | 2.232 | 2.019 | 1.766 | 1.690 | 1.564 | 1.500 | 1.382 |